# Juanma Suárez Fernández
Juan Manuel Suárez Fernández (Santurce; 11 de julio de 1962-ib.; 9 de octubre de 1992) fue un músico español de punk vasco, más conocido como Juanma Suárez. Fue el bajista y cantante principal del grupo Eskorbuto.
En 1980 fundó junto a Iosu Expósito y Roberto Kañas —pronto sustituido por Gugu— un grupo que pensaron llamar 'Sección Mortuoria' o 'Muñecas de Acero'. Sería su amigo Roberto Moso, del grupo Zarama, el que les propondría el nombre 'Eskorbuto', debido a su desastrado aspecto y a la tradición marinera de Santurce. En 1982, Pako Galán se convierte en el batería del grupo, sustituyendo a Gugu, consolidándose así el trío clásico de Eskorbuto.

## Biografía
Se distinguía por su gran sentido del humor, muchas veces rayando en lo macabro. Nació, vivió y murió en un bloque de pisos ya derribado de la calle Lauaxeta, en el barrio de Cabieces, en Santurce. Su única experiencia laboral antes de formar Eskorbuto fue una corta temporada como camarero. Durante su primera juventud perteneció a una célula maoísta.
Componía más sobre temas oscuros, es decir, sobre la muerte, el exterminio de la raza humana o sobre el fin de alguien o algo, en contraste con Iosu Expósito, quien se metía en asuntos políticos, a quien Juanma le decía que dejase esos temas espetándole: «No te comas la cabeza, hombre, que son cuatro días».
Desde su adolescencia era consumidor de tabaco, alcohol y anfetaminas y, en una época tan temprana como 1980, ya se le definía como «un kamikaze del pastilleo». Siempre estuvo afectado por una endocarditis que se trataba con antibióticos y de la que nunca se curó. Esta enfermedad estuvo a punto de acabar con su vida en 1985. Otra hospitalización grave aconteció a principios de 1988.
A partir de 1988, su adicción a las drogas se fue complicando más. Era frecuente verle pasear en su mobylette blanca, recurriendo a todo tipo de argucias para conseguir dinero para comprar heroína. Las fotografías de esa época muestran un deterioro físico notable. Sus relaciones con Iosu se deterioraron notablemente.
Juanma falleció el 9 de octubre de 1992 debido al agravamiento progresivo de todos estos factores, siendo enterrado a muy poca distancia de Iosu Expósito.

## Discografía

### Álbumes de estudio
- Zona Especial Norte. Editado por Spansuls Records en 1984, disco compartido (álbum split) con RIP. Reeditado por Munster Records en 2009 (Álbum+CD), incluyendo dos descartes.
- Eskizofrenia. Editado por Twins Producciones en 1985.
- Anti Todo. Editado por Discos Suicidas en 1986.
- Ya no quedan más cojones, Eskorbuto a las elecciones. Editado por Discos Suicidas en 1986, en formato casete. Reeditado posteriormente incluyendo los temas de Zona Especial Norte.
- Los demenciales chicos acelerados. Editado por Discos Suicidas en 1987 y por Twins en 1988. Doble álbum.
- Las más macabras de las vidas. Editado por Buto Escor en 1988.
- Demasiados enemigos. Editado por Matraka en 1991.
- Aki No Keda Ni Dios. Editado por Basati Diskak en 1994.
- Kalaña. Editado por Discos Suicidas en 1996.
- Dekadencia. Editado por Surco en 1998.

### Maquetas y sencillos
- Jodiéndolo todo. Maqueta (1983).
- Mucha policía, poca diversión. Editada por Spansuls Records. Primer sencillo (1983).
- Que corra la sangre. Maqueta en directo (1984).
- Primeros ensayos 1982 (1982).

### Álbumes en directo
- Impuesto revolucionario. Publicado por DRO en 1986. Doble álbum en directo.
- La otra cara del rock (2004), reeditado en 2014.
- Sin fronteras, ni gobiernos. Directo grabado el 10/04/1987. (WC, 2007).

### Recopilatorios
El infierno es demasiado dulce. Este disco fue sacado al mercado en 1992, e iba dedicado a la memoria de Iosu y Juanma que habían muerto ese mismo año. El disco está formado por 22 temas extraídos de los discos "Impuesto revolucionario" y "Los demenciales chicos acelerados".

### Tributos
- Más allá del cementerio (1987).
- Tren con destino al infierno vol.1 (2000).
- Tren con destino al infierno vol.2 (2001).
- Caminos del sonido, Homenaje a Eskorbuto (2007).